# 児嶋都
児嶋 都（こじま みやこ、12月31日 ）は、日本の漫画家、イラストレーター。東京都杉並区高円寺出身。血液型はA型。主にホラー漫画で活躍している。

## 略歴
かつては猫乃 都（ねこの みやこ）というペンネームで「ファンロード」の常連投稿者として活動し、「ジャンプ放送局」のマスコット（1984年12月 - 1985年12月）を務めたのち、エニックス出版局（当時）から出版された漫画雑誌やコミックスに作品を連載していた。
高校時代はバンド活動にのめり込んでいたが、バンド仲間である萩原玲二のアシスタントを務めた後、1990年、『近代麻雀』よりデビュー。
2007年より、銀座ロイヤルサロン・ヴァニラ画廊・スパンアートギャラリー等で絵画・イラストレーションの画廊展示・販売などを多く手がける。
2010年2月 初個展「いちご心臓」銀座ヴァニラ画廊。
2011年5月ヴァニラ画廊・スパンアートギャラリー両画廊にてクトゥルフ神話を題材にした企画展示『邪神宮』のキュレーションを手がける。同年、クトゥルーアンソロジー『邪神宮』（学研パブリッシング）企画・監修。
映画監督・コメンテーターの山本晋也の娘である。2005年年末、ごきげんよう（フジテレビ）の特別番組で、親子共演を果たしている。

## 主な作品：単行本
- ドラゴンクエスト4コママンガ劇場（エニックス） - 猫乃都名義
- 純生キッド（エニックス）
- 嘘と誠（エニックス）
- X-MEN Vo.2 Vo.7,1994（竹書房 バンブーコミックス）
- X-MEN CHILDREN OF THE ATOM（竹書房、コミックガンマ 連載[1994年9月〜1995年7月]）
- 怪奇の館（リイド社）
- 眼球綺譚〜YUI〜（原作:綾辻行人）（角川書店)
- 緋色の囁き（原作:綾辻行人）(角川書店）
- おとめ地獄〜ヴァージニア・インフェルノ（ソフトマジック）
- おとめ図鑑（ソフトマジック）
- 怪奇大盛!!肉子ちゃん（マガジン・ファイブ）
  - 怪奇大盛!!肉子ちゃん2
- おとな地獄（リイド社 1997）ISBN 978-4845815753
- こども地獄（ぶんか社 1998）ISBN 978-4821196678
- どすこい。（集英社文庫京極夏彦解説漫画 2004）ISBN 4-08-747755-X
- 眼球綺譚comics（角川文庫 原作:綾辻行人 2009）
- 異形コレクション 怪物團 （光文社 2009）ISBN 978-4-334-74638-4
- 異形コレクション 喜劇綺劇（装丁画：口絵イラスト）（光文社 2009） ISBN 978-4-334-74698-8
- 平山夢明と京極夏彦のバッカみたい、読んでランナイ！（エフエム東京 2010）
- 非道徳教養講座（光文社 共著平山夢明 2011）
- 邪神宮（学習研究社 アンソロジー執筆・企画監修 2011）
- 呪いの都市伝説モンスター（講談社 アンソロジー執筆 2017）
- BAD END（釘書房 アンソロジー執筆『呪われた黒板』2019）

## イラスト
- 大暴乱 Tシャツ[5] - 大村孝佳とBOHによるイベント、大暴乱2021 のオフィシャルTシャツのイラスト

## 友人・関連のある人物
- 綾辻行人 - 綾辻のサザエさんを題材にしたパロディ小説『伊園家の崩壊』の雑誌掲載時の挿絵を執筆。挿絵は諸般の事情で単行本・文庫には掲載されなかった。
- 魔性姉妹 - 森若香織×宍戸留美によるユニット。イメージイラストを担当。
- 柴田亜美 - リクルート系列の広告会社で柴田亜美がイラストレーターをしている時に、児嶋都に連絡をとった際に、「亜美ちゃんドラクエ好きだったよね。ドラクエの会社が4コマ描ける人探してるんだけど。」と誘われてドラクエ4コマを書くようになった[6]。